# Palisade Nunatak
Der Palisade Nunatak (englisch für Palisaden-Nunatak) ist ein rund 150 m hoher Nunatak auf der westantarktischen James-Ross-Insel. Er ragt nördlich der Röhss-Bucht und 3 km südöstlich des Hidden Lake auf. Der gratige und von säulenartigen Strukturen gekennzeichnete Nunatak ist die größte Erhebung aus hartem Intrusivgestein auf der Insel.
Zwischen 1960 und 1961 durchgeführte Vermessungen des Falkland Islands Dependencies Survey dienten seiner Kartierung. Das UK Antarctic Place-Names Committee benannte ihn 1964 nach seiner Ähnlichkeit mit einer Palisade.